# Jacques Swaters
Jacques Swaters (Woluwe-Saint-Lambert, 30 de outubro de 1926 – Bruxelas, 10 de dezembro de 2010) foi um automobilista belga e ex-dono das equipes: Ecurie Francorchamps e Ecurie Nationale Belge.